# Route nationale 476
Pour les articles homonymes, voir Route 476.
 (novembre 2024).
Si vous disposez d'ouvrages ou d'articles de référence ou si vous connaissez des sites web de qualité traitant du thème abordé ici, merci de compléter l'article en donnant les références utiles à sa vérifiabilité et en les liant à la section « Notes et références ».
La route nationale 476, ou RN 476, est une ancienne route nationale française qui reliait Essertenne-et-Cecey, sur la RN 70, à Seurre, sur la RN 73.
Elle a entièrement été déclassée en 1972.

## Historique
Cette route est créée en 1933 comme étant la route de Chalon-sur-Saône à Gray.
À la suite de la réforme de 1972, elle a été déclassée en RD 476 en Haute-Saône et en RD 976 en Côte-d'Or.

## Tracé

### D'Essertenne-et-Cecey à Saint-Usage
Ce tracé est devenu la RD 976, à l'exception de son court tronçon situé en Haute-Saône, devenu RD 476.
- Essertenne-et-Cecey (km 0)
  - Frontière départementale entre la Haute-Saône et la Côte-d'Or.
- Talmay (km 6)
- Maxilly-sur-Saône (km 8)
  - Tronc commun avec la RN 459 puis avec la RN 461.
- Pontailler-sur-Saône (km 12)
- Vonges (km 14)
- Lamarche-sur-Saône (km 17)
- Poncey-lès-Athée (km 20)
- Athée (km 22)
- Villers-les-Pots (km 25)
  - Tronc commun avec la RN 5
- Champdôtre (km 31)
- Trouhans (km 36)
- Saint-Usage (km 40)

### De Saint-Usage à Chaugey
Ce tracé était en tronc commun avec la RN 468. Il est aujourd'hui nommé RD 968.
- Saint-Usage (km 40)
- Saint-Jean-de-Losne (km 41)
- Losne
- Chaugey

### De Chaugey à Seurre
Ce tracé est devenu la RD 976.
- Chaugey
- Pagny-le-Château (km 50)
- Seurre (km 57)